# Santa María Peñoles
Santa María Peñoles är en kommun i Mexiko.   Den ligger i delstaten Oaxaca, i den sydöstra delen av landet, 300 km sydost om huvudstaden Mexico City.
Följande samhällen finns i Santa María Peñoles:
- Duraznal
- Río Cacho
- Cañada de Hielo
- El Carrizal
- San Mateo Tepantepec
- San Juan Ayllu Tepantepec
- Recibimiento
- San Isidro Buenavista
- Cerro de Águila
- Tierra Caliente Tepantepec
- Río Contreras
- Río V
- El Carrizal
- Rosario
- Progreso
- Los Sabinos
- Corral de Piedra
- Peña de Letra Tepantepec
- Cañada de Espina